# 世界遺産条約
世界の文化遺産及び自然遺産の保護に関する条約（せかいのぶんかいさんおよびしぜんいさんのほごにかんするじょうやく、Convention Concerning the Protection of the World Cultural and Natural Heritage）は、顕著な普遍的価値を有する文化遺産及び自然遺産の保護を目的とし、1972年10月17日から11月21日にパリで開かれた第17回会期国際連合教育科学文化機関（UNESCO）総会において、1972年11月16日に採択された国際条約である。1975年12月17日に発効した。略称は世界遺産条約（せかいいさんじょうやく）。

## 概要
文化遺産および自然遺産が、衰亡という在来の理由のみならず破壊や損傷といった新たな危険にさらされていることに留意し、これらの重要性を明記し、これらの保護を国際社会全体の任務としている。締約国には、全人類に普遍的な価値を持つ遺産の保護・保存における国際的援助体制の確立および将来の世代への伝達を義務付けている。また、世界遺産リストの作成や登録された遺産保護支援を行う世界遺産委員会の設置や、締約国からの拠出金や贈与などを資金とした世界遺産基金の設立を明記している。

## 条文
アラビア語、英語、フランス語、ロシア語およびスペイン語を正文として作成されている。38条から成り、主に8項目から成る。以下に要点をまとめる。
I 文化遺産及び自然遺産の定義 (1-3条)
文化遺産の定義の基本：歴史上、学術上、芸術上、顕著な普遍的価値を有するもの
自然遺産の定義の基本：鑑賞上、学術上、景観上、保存上、顕著な普遍的価値を有するもの
II 文化遺産及び自然遺産の国内的及び国際的保護 (4-7条)
各締約国に課せられた第一の義務は、自国内の文化・自然遺産を認定・保護する事であり、その為に必要な立法・行政・措置や国内機関の設置が求められている。
また、他国内の保護活動に対する国際的援助も求められている。ただ、国内法に基づく私的財産権を侵害してはならない。
III 世界の文化遺産及び自然遺産の保護のための政府間委員会 (8-14条)
21の締約国からなる世界遺産委員会の設置を定めている。21か国以外に、ローマ・センター、ICOMOS、IUCNの代表が顧問として出席を認められている。また、他の非政府機関の代表も必要に応じて出席できる。
世界遺産委員会は、各締約国が提出した目録を基に、「世界遺産一覧表」と「危険にさらされている世界遺産一覧表」を作成する。ただ、掲載にあたっては当該国（紛争地域の場合、複数の場合もある）の同意を必要とする。
IV 世界の文化遺産及び自然遺産の保護のための基金 (15-18条)
締約国の分担金や締約国・政府間機関・公私の機関または個人の任意拠出金・贈与を基にした「顕著な普遍的価値を有する世界の文化遺産及び自然遺産の保護のための基金」（世界遺産基金）を設立し、世界遺産委員会の決定のみに従って用いなければならない。
V 国際的援助の条件及び態様(19-26条)
世界遺産委員会は、研究の提供・技術の提供・専門家の養成・機材の供与・資金の貸付や供与などの形で、当該国に援助を与える。
VI 教育事業計画 (27-28条)
締約国に対して、自国民が世界遺産を評価し尊重するように教育・広報活動を行う事を求めている。
VII 報告（29条）
VIII 最終条項(30-38条)

## 締約国
1973年にアメリカが最初に条約を批准し、1975年に締約国が20か国を超え発効を迎えた。1977年には40か国以上が締約するに至った。日本は1992年6月30日に125番目の締約国として受諾書を寄託し、同年9月30日に発効した。これは国内での態勢が未整備だったためとされるが、他方で世界遺産基金の分担金拠出などに関する議論が決着しなかったためとも指摘されている。
2024年の第46回世界遺産委員会終了時点での締約国は196か国である。